# 陳珪 (明)
陳 珪（ちん けい、1335年 - 1419年）は、明代の官僚・軍人。本貫は泰州。

## 生涯
洪武初年、大将軍徐達の下で中原の平定に従い、龍虎衛百戸に任じられ、燕山中護衛に転じた。燕王朱棣に従って塞北に進出して先鋒をつとめ、副千戸に進んだ。1399年（建文元年）、靖難の変が起こると、燕王朱棣の起兵に従い、功績を重ねて指揮同知に上った。北平に帰って燕王世子朱高熾を補佐し、その地を守った。都督僉事に累進し、泰寧侯に封じられ、1200石の禄を受けた。1406年（永楽4年）、北京の宮殿建築を監督し、泰寧侯陳珪がこのプロジェクトの総司令官「董志斉史」に任命された。その計画は条理にかなっていたため、永楽帝（朱棣）に重んじられた。1410年（永楽8年）、永楽帝が第一次漠北遠征におもむくと、陳珪は駙馬都尉の袁容とともに趙王朱高燧を補佐して北京の留守をまもった。1417年（永楽15年）、鑄繕工印を与えられ、行在後府を兼掌した。1419年（永楽17年）4月、死去した。享年は85。靖国公に追封された。諡は忠襄といった。

## 子女
子の陳瑜が後を嗣いだ。1422年（永楽20年）、永楽帝の第三次漠北遠征に従い、紀律違反のために獄に下されて死んだ。